# ألما (جورجيا)
ألما (بالإنجليزية: Alma, Georgia) هي مدينة تقع في مقاطعة باكون، جورجيا بولاية جورجيا في الولايات المتحدة. تبلغ مساحة هذه المدينة 16.1 (كم²)، وترتفع عن سطح البحر 61 م، بلغ عدد سكانها 3466 نسمة في عام 2010 حسب إحصاء مكتب تعداد الولايات المتحدة.

## أعلام
- تشارلي بروستر
- دانيال دبليو. لي
- هاري كروز

## وصلات خارجية
- www.cityofalmaga.gov
- Cities & Counties - Georgia.gov